# Oncideres fisheri
Oncideres fisheri là một loài bọ cánh cứng trong họ Cerambycidae.